# Peter Franchoys
Peter Franchoys, né en 1606 à Malines, où il meurt le 11 août 1654, est un peintre et graveur baroque flamand.
Il est le fils de Lucas Franchoys l'Ancien et le frère de Lucas Franchoys le Jeune.

## Biographie
Peter Franchoys est né le 20 octobre 1606 à Malines.
Formé par son père Lucas Franchoys, il voyage en France en 1631, où l'on a des traces de lui à Paris et notamment à Fontainebleau.
Il rentre à Malines en 1635, où il devient membre de la milice en 1646 et est reçu comme franc-maître à la guilde de Saint-Luc locale en 1649,. Ignatius Croon (en) y est son élève.
Cornelis de Bie indique dans le Gulden Cabinet que Peter Franchoys a été l'élève de Gerard Seghers à Anvers. Il a par la suite été actif à Bruxelles, où il a travaillé pour le gouverneur des Pays-Bas méridionaux, l'archiduc Léopold-Guillaume de Habsbourg,.
Son petit frère Lucas Franchoys est également un peintre qui a eu du succès.
Peter Franchoys meurt le 11 août 1654.

## Œuvre
Peter Franchoys est principalement connu comme peintre de portraits et de sujets religieux. Ses portraits sont d'un style équivalent à celui de son frère Lucas, qui dépeint ses sujets dans une absence de formalité calculée, dans le style de Van Dyck, ainsi que dans celui des Français. L'influence de ces derniers est caractérisée par son approche plus statique, en opposition à la manière dynamique qu'ont les Flamands de peindre des portraits.
Parmi ses œuvres religieuses, on peut noter l'autel représentant le mont du Calvaire dans l'église Saint-Gommaire de Lierre, ou encore le Cardinal de Bérulle refusant la dignité d'évêque (1637, Malines, petit séminaire), Rubis sur l'ongle (1639, Bruxelles, musées royaux des beaux-arts de Belgique) et Portrait d'inconnu (Francfort-sur-le-Main, musée Städel).
Arnold Houbraken définit Peter Franchoys comme quelqu'un qui « aime peindre des paysages avec de petites figures », bien que cette description ne semble pas coïncider avec l'œuvre connu de Franchoys, qui est principalement composé de portraits et de sujets religieux.
Peter Franchoys est également actif comme aquafortiste.

Choix de tableaux et gravures de Peter Franchoys
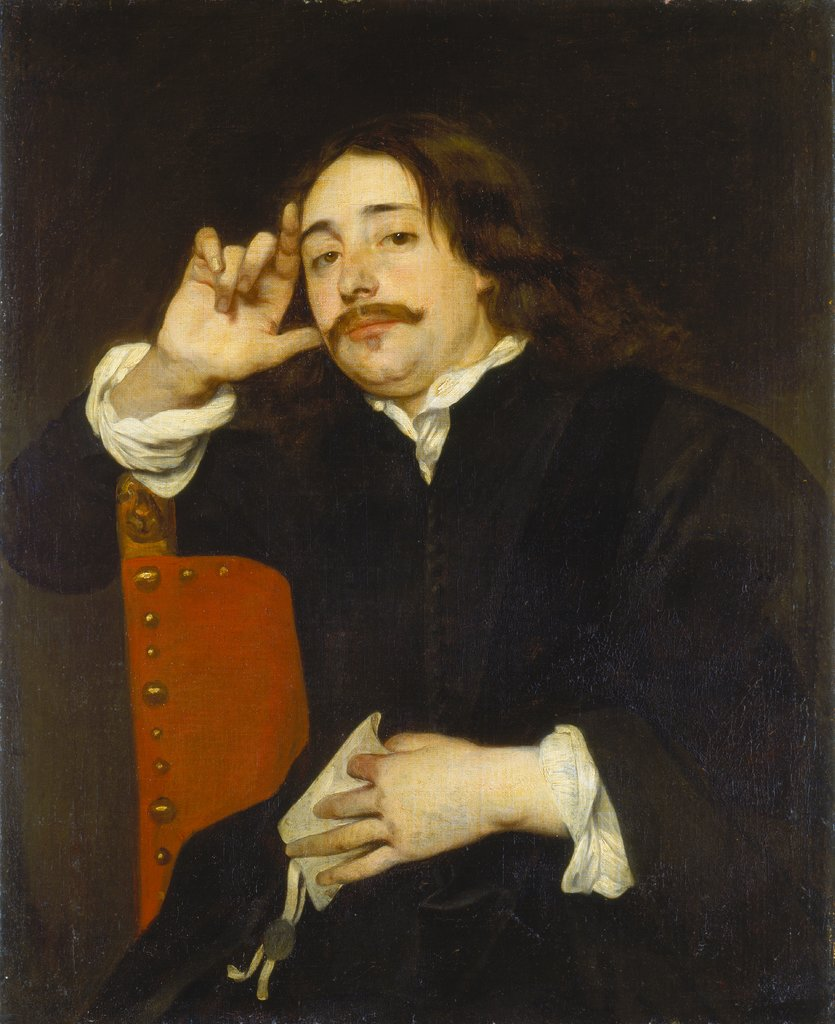
Portrait d'un homme, huile sur toile.
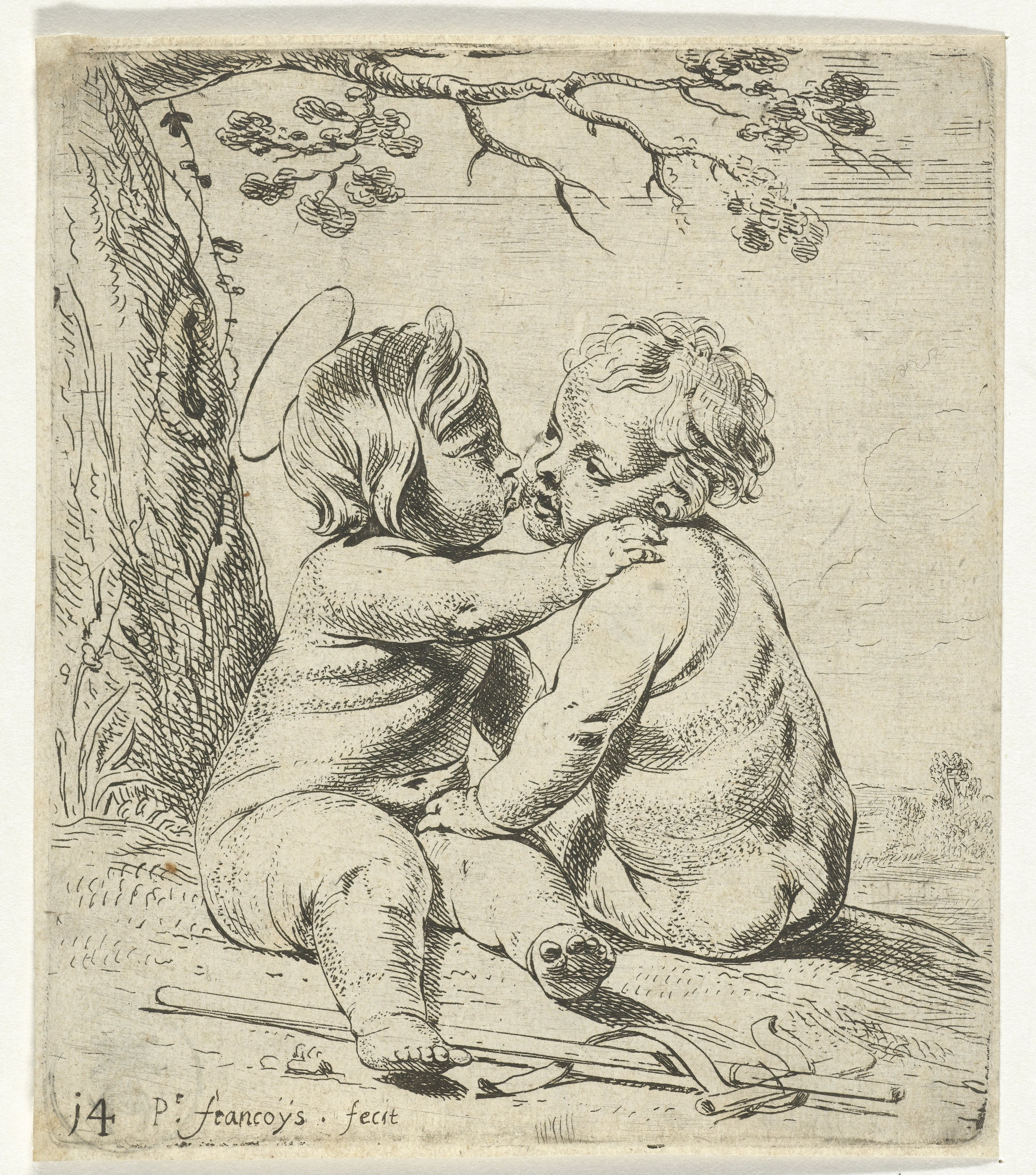
Le Christ et Saint Jean-Baptiste en enfant, eau-forte.
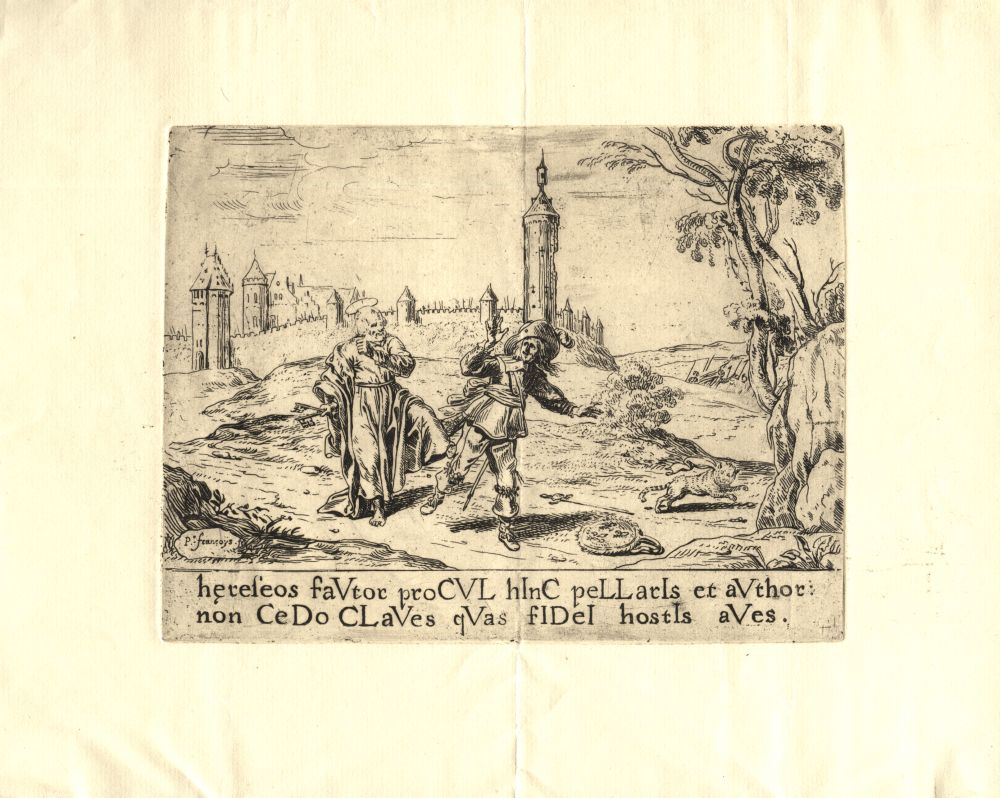
Saint Pierre chassant un soldat français de Louvain, eau-forte.
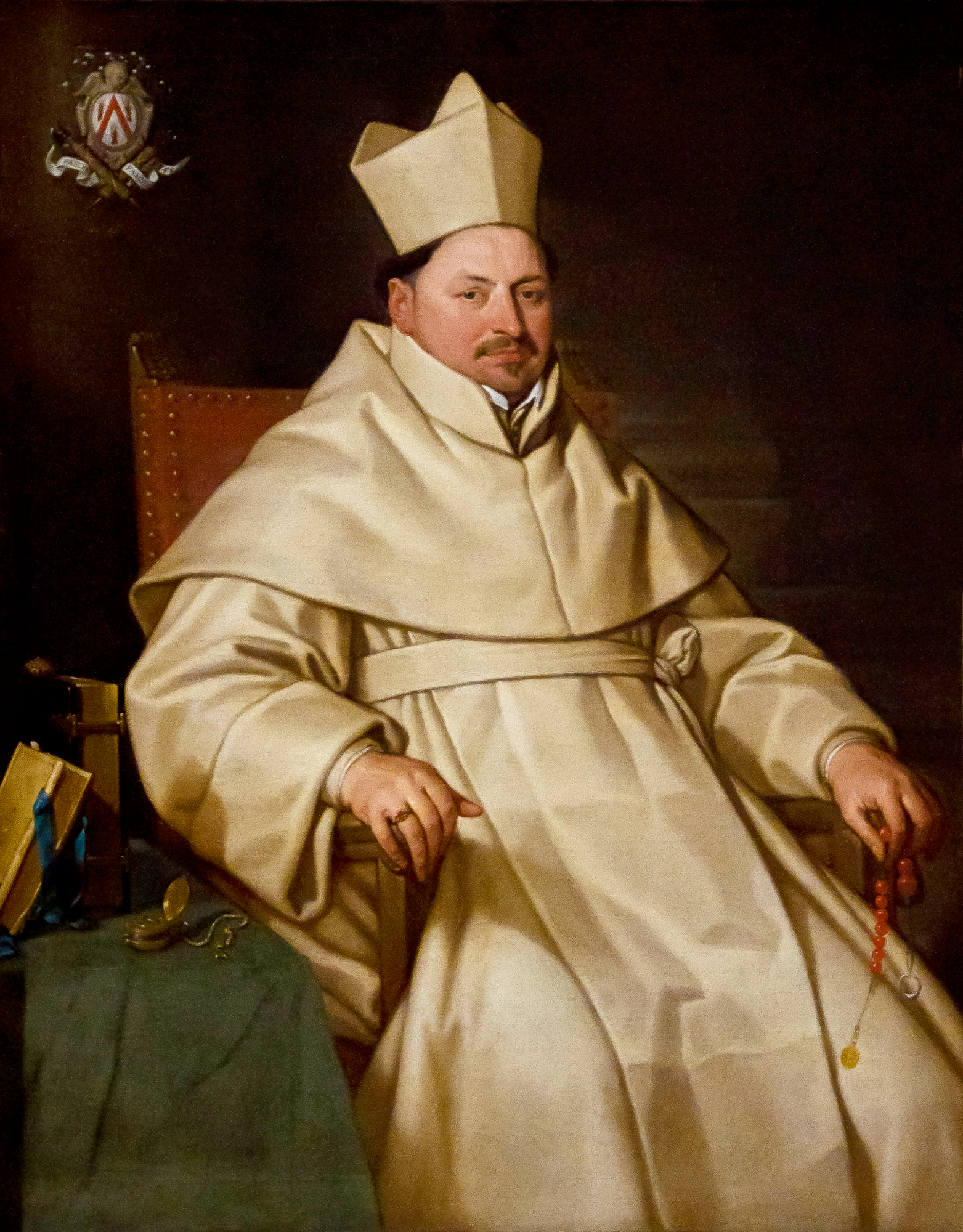
Portrait de Nicolaas Mutsaerts, huile sur toile.

## Conservation
Le Rijksmuseum Amsterdam possède une eau-forte représentant Le Christ et Saint Jean Baptiste comme enfant (voir ci-dessus). On connaît aussi de lui une autre eau-forte, Saint Pierre chassant un soldat français de Louvain (voir ci-dessus),.
Les musées royaux des beaux-arts de Belgique, à Bruxelles, possèdent une toile, Rubis sur l'ongle (1639), de même que le palais des beaux-arts de Lille, Portrait de Nicolaas Mutsaerts (voir ci-dessus).